# Plískavice chilská
Plískavice chilská (Cephalorhynchus eutropia) je druh menšího kytovce z čeledi delfínovití, jeden ze čtyř druhů rodu Cephalorhynchus. Vyskytuje se pouze v mělkých pobřežních vodách podél jižních břehů Chile. 

## Systematika
Druhové jméno eutropia pochází z řeckých slov eu („dobře“ nebo „pravda“) a tropido („kýl“), což odkazuje k tvaru hlavy plískavice, která je silně kýlovitá.

## Popis

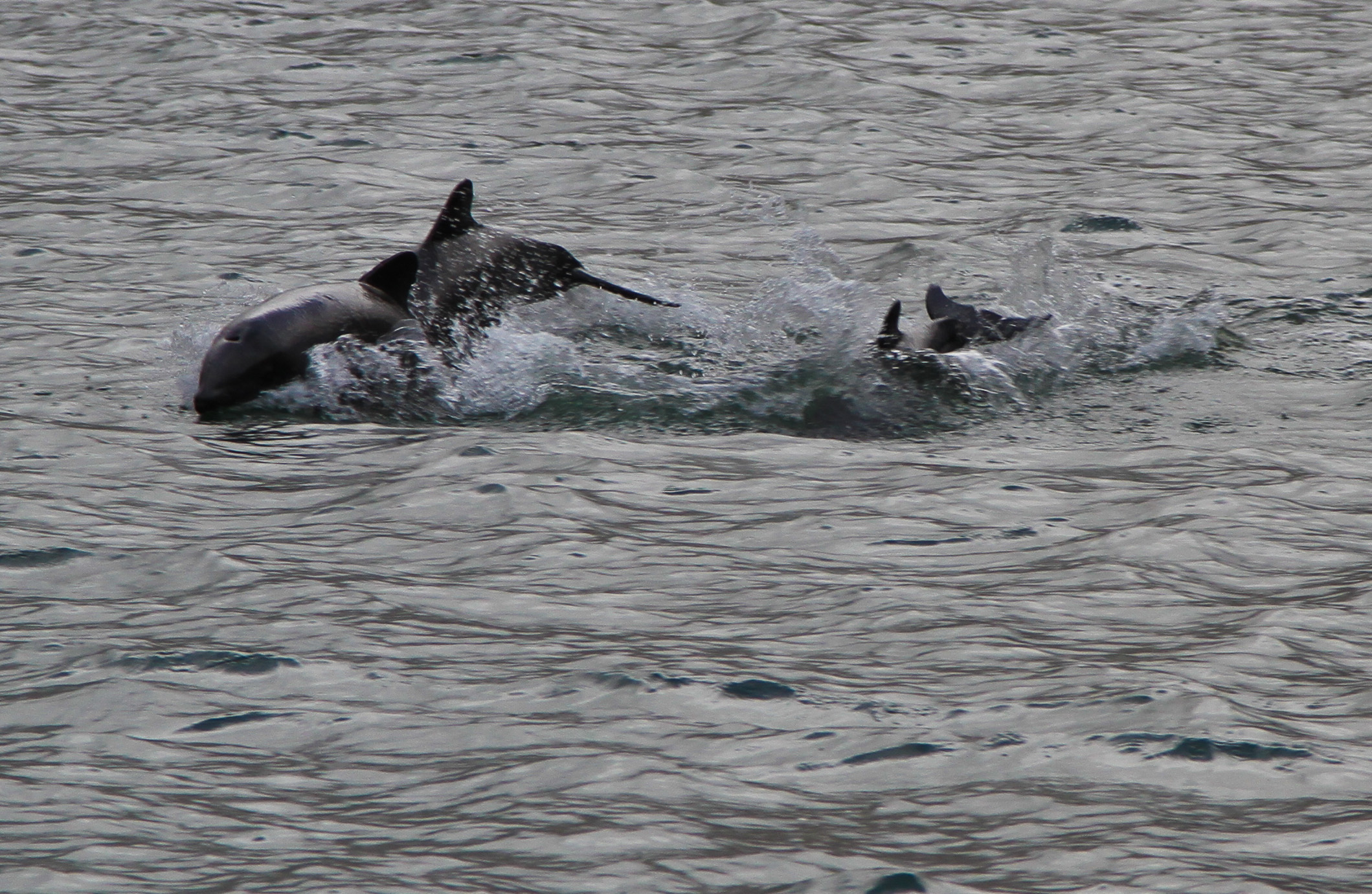
Stádo plískavic chilských

Jedná se o poměrně malou plískavici dosahující váhy kolem 60–70 kg a velikosti těla 1,5–1,7 m. Novorozeňata váží kolem 8–10 kg, jejich velikost se pohybuje mezi 70–75 cm. Tělo je krátké, avšak podsadité. Zobák je jen krátký a nevýrazně definovaný. Ploutve jsou krátké a zakulacené. Zvláště hřbetní ploutev je velmi zakulacená. Svrchní strana těla je převážně tmavě šedá až šedohnědá, hřbetní ploutev je černá. Na břichu se nachází výrazný bílý pruh, který začíná zhruba mezi prsními ploutvemi a směrem k ocasní ploutvi se rozděluje do tří ramen; prostřední končí nedaleko za řitním otvorem, další dvě se táhnou přes boky o něco dále směrem k bázi ocasu. Brada je také bílá. Kolem pohlavních orgánů se nachází oválná tmavá skvrna. Část populace má menší bílou skvrnu těsně za prsními ploutvemi v oblasti podpaždí. Meloun je svrchu šedý. Každá z čelistí ukrývá 58–68 zubů.

## Areál rozšíření a populace
Areál výskytu zahrnuje studené, mělké pobřežní vody západního pobřeží jižního Chile od mysu Horn po Valparaíso (33° j. š.). Zatoulaní jedinci se občas vyskytnou i v jižní Argentině. Nezřídka obývá ústí řek a zátoky. Většinou se vyskytuje do 500 m od břehu do hloubky 20 m. Rozlišují se dvě rozdílné populace, a sice populace obývající vody od mysu Horn po ostrov Chiloé, a populace severně od Chiloé. Celková velikost populace není známá, bude se patrně pohybovat maximálně v nižších tisících.

## Biologie
Žije většinou v menších skupinkách o 2–15 jedincích, občas nicméně může utvářet i mnohem masivnější skupiny. Tyto skupiny se občas mohou mísit s plískavicemi jižními (Lagenorhynchus australis). Nemigrují, naopak se většinou zdržují v geograficyk velmi omezené oblasti. Jsou plaché a k lodím se přibližují jen zřídka, což může být důsledek lovu místními obyvateli. Živí se rybkami mělčin jako jsou ančovičky nebo sardinky, nepohrdnou ani hlavonožci nebo korýši. Samice zabřeznou jen jednou za 2 roky, případně jen co 3–4 roky. Doba gestace se pohybuje kolem 10–11 měsíců. Pohlavní dospělost nastává někdy mezi 5–9 lety.

## Ohrožení
Hlavně v minulosti docházelo k lovu plískavice chilské v hojných počtech. Rybáři zpracovávali maso plískavic jako návnadu – na sever od ostrova Chiloé jako návnadu na mečouna obecného nebo rogalito patagonské, na jih od Chiloé hlavně pro návnadu na výnosné lovy rakovců Lithodes santolla a Paralomis granulosa. Počty odlovených plískavic patrně vyvrcholily v 80. a 90. letech 20. století. Je možné, že hlavně v odlehlejších regionech jižního Chile dochází k příležitostnému lovu plískavic chillských i dnes i přes to, že jsou plískavice v Chile již chráněny. K dalším hrozbám plískavice chilské patří interakce s rybářským náčiním (mj. s tenatovými sítěmi umístěnými v pobřežních vodách), kvantitativní data o počtu úmrtí však chybí. I přes neznámou velikou velikost se předpokládá, že je početnost druhu na ústupu, a tak je druh hodnocen jako téměř ohrožený.